# Лігота-Лабендзька
Лігота-Лабендзька (пол. Ligota Łabędzka) — село в Польщі, у гміні Рудзінець Гливицького повіту Сілезького воєводства.
Населення — 304 особи (2011).
У 1975—1998 роках село належало до Катовицького воєводства.

## Демографія
Демографічна структура станом на 31 березня 2011 року:
|          | Загалом | Допрацездатний вік | Працездатний вік | Постпрацездатний вік |
| -------- | ------- | ------------------ | ---------------- | -------------------- |
| Чоловіки | 162     | 40                 | 103              | 19                   |
| Жінки    | 142     | 21                 | 91               | 30                   |
| Разом    | 304     | 61                 | 194              | 49                   |